# Callitrichia aliena
Callitrichia aliena är en spindelart som beskrevs av Holm 1962. Callitrichia aliena ingår i släktet Callitrichia och familjen täckvävarspindlar. Inga underarter finns listade.